# Нова Вас (Іванчна Гориця)
Нова Вас (словен. Nova vas) — поселення в общині Іванчна Гориця, Осреднєсловенський регіон, Словенія. Висота над рівнем моря: 573,2 м.